# Szongbun
Szongbun (hangul: 성분, handzsa: 成分, RR: songbun, ’származási örökség’; teljesebb nevén: cshulsin szongbun (chulsin songbun) (출신성분; 出身成分) egy jelenleg is érvényes társadalmi rangrendszer Észak-Koreában.
Az egyént születésekor, felmenői politikai, társadalmi, és anyagi háttere alapján sorolják be. A megbízhatóbb osztályokba tartozó emberek privilégiumokban, illetve elegendő élelemben részesülnek. A szongbun (songbun) az oktatásra, a házasságra, és a munkahelyekre is kihat, valamint meghatározza, hogy valakiben bíznak-e annyira, hogy csatlakozzon a Koreai Munkapárthoz.

## Története
A Koreai Munkapárt 1957-ben kibocsátott egy nyilatkozatot „Az ellenforradalmi elemek egy össznépi-összpárti mozgalommá való átalakításáért vívott küzdelemről” címen, ami megalapozta az első nagyobb politikai tisztogatási hullámot az ország társadalmában. A május 30-i állásfoglalás, és a „Központi Párt Alapos Útmutatása” megalapozta a szongbun (songbun) Észak-Korea lakosságának társadalmi és politikai besorolását, három nagy osztályra:
- központi (barátságos) osztály (핵심 계층, heksim kjecshung (haeksim gyecheung)): Munkásság, parasztság, kétkezi munkások, hivatalnokok, pártkáderek, forradalom túlélői, háborús hősök, hadirokkantak, háborúban elhunyt katonák családjai.
- ingadozó osztály (동요 계층, tongjo kjecshung (dongyo gyecheung)): kereskedők, kézművesek, kisiparosok, kocsmárosok, vendéglátók, függetlenek, dél-koreai származásúak, és családjaik, nemesek, közgazdászok, nemzeti érzelműek, Kínából betelepültek, Japánból betelepültek, barátságos osztályból lecsúszottak, felszolgálónők, babonások, konfuciánusok, olyan emberek, akik a forradalom előtt befolyásosak voltak.[4]
- ellenséges osztály (적대 계층, csokte kjecshung (jeokdae gyecheung)): Korea felszabadítása utáni munkások, kulákok, birtokosok, Japán- és Amerika-barát egyének, a régi rendszer hívei, cshondoisták, külföldről betelepültek, protestánsok, buddhisták, katolikusok, dezertőrök, filozófusok, hajdani kollaboránsok, csendőrök és börtönőrök, illetve családjaik, kémek, Párt- vagy Forradalom-ellenes felekezet tagjai, bírók családjai, büntetett előéletűek, politikai foglyok, demokraták, kapitalisták.[5][6]

## Felépítése
Három fő osztályra, és körülbelül 50 alszintre osztható fel. Kim Ir Szen (Kim Il-sung) 1958-ban elmondott beszéde alapján, a hithű „mag” osztály az észak-koreai lakosság csupán egynegyede. További 55% ingadozó, a fennmaradó 20% pedig ellenség. Napjainkban a legfelső rétegbe a lakosság 28%-a, középsőbe a 45%-a, legalsóba pedig 27%-a tartozik. Azok, akiknek a felmenői közt volt földesúr, kereskedő, ügyvéd vagy keresztény, nagyon alacsony szinthez tartoznak.
A legmagasabb szongbun (songbun)-szinten azok vannak, akiknek a felmenői már az ország megalakítása előtt csatlakoztak a Koreai Munkapárt elődjéhez, és Kim Ir Szen (Kim Il-sung) katonái voltak a japánok ellen vívott gerillaharcokban. Brian Reynolds Myers, a puszan (busan)i Tongszo (Dongseo) Egyetem professzora a felső osztályokat úgy foglalta össze, mint: „magas rangú pártkáderek, és családjaik”. Ők a kiváltságosak, azok, akik a fővárosban lakhatnak, felsőoktatási intézményekbe szinte csak ők kerülhetnek be. Az ingadozó osztályba tartoznak az átlagos észak-koreaiak, míg az ellenségesbe azok, akikben nem bíznak, és akik esetlegesen az ország kárára cselekedhetnek. Őket a Párt folyamatos megfigyelés alatt tartja, mind otthon, mind a munkahelyükön. A CIA egyik elemzője, Helen-Louise Hunter szerint a Koreai Munkapárt tökéletesen fejre állította a forradalom előtti állapotot, és az addigi társadalmi rendszert a visszájára fordította. Szerinte az „előnyben részesített osztály” a népesség 30%-át teszi ki, az átlagos emberek 40%-ot, a „nemkívánatosak” pedig a maradék 30%-ot.
A biztonsági tisztviselők és a pártkáderek minden lakost dokumentálnak 17. életévének betöltésétől kezdve, ezeket a dokumentumokat pedig 2 évente frissítik. Általában nehéz a szongbun (songbun) ranglétráján felfelé jutni, lefelé viszont annál könnyebb, ha az egyén nem elég elhivatott politikailag, esetleg nála alacsonyabb rangbelivel van együtt/házasodik meg, vagy esetleg a családjában valaki, netán ő maga, bűnt követ el. Ez az egész családját érinti, három generáción keresztül, ha az apa vétett a Párt ellen, nem csak a szűk családi körét viszik munkatáborokba, hanem a gyermekeit és az unokáit is. Az 1960-as évek előtt el lehetett titkolni, ha valakinek rossz volt a rangja, 1966 óta viszont mindenkit nyilvántartanak. Ezek a rendelkezések a kínai kulturális forradalomra válaszul készültek. Kim Ir Szen (Kim Il-sung), aki féltette a hatalmát attól hogy Peking akár lerohanás, akár puccs útján megdönti azt (korábban kínai katonák „provokatív betöréseket” hajtottak végre Észak-Koreában), a belső biztonság, a lakosság besorolása érdekében hozta létre ezt a rendszert. Ezeket a vizsgálatokat az elkövetkezendő években rendszeresen megismételték, hogy kiszűrjék a népből a lehetséges ellenzéket.
Azok a koreaiak, akik Japánból költöznek Észak-Koreába, az ingadozó osztályba kerülnek, hacsak nem tartoztak Japánban a Koreai Munkapárt helyi „leányvállalatához”, a Cshongnjon (Chongryon)hoz.
Barbara Demick amerikai újságírónő egy frissülő örökletes kasztrendszernek írja le a szongbun (songbun)t, ami a konfucianizmust vegyíti a sztálinizmussal. Azt állítja, egy ilyen, alacsony rangú személyt általában romlottvérűnek kiáltanak ki, és ez a romlott vér is szintén három emberöltőn át öröklődik. Hozzáteszi: ugyanakkor egy egész család nőhet fel úgy, hogy nem tudják, milyen magas rangú a besorolásuk. Hasonlóképp vélekedik Helen-Louise Hunter, aki szerint ez egy nem pontosan meghatározott rendszer, amiről gyakran az állampolgárok sem tudnak.
Az észak-koreai kormány ezzel szemben azt állítja, hogy minden állampolgára egyenlő, és tagadja, hogy bármiféle családi háttéren alapuló megkülönböztetés létezne az országban, sőt, mi több, azt állítják, hogy a dél-koreai hatóságok „agyalták ki” a rendszer létezését.

## Fontossága
A keleti blokk 1989-1990-es összeomlása után a szongbun (songbun) fontossága csökkent. Az összeomlás előtt az észak-koreai gazdaságot jórészt ezek a kommunista országok támogatták. Ezeken a pénzeken a kormány képes volt minden anyagi javak beszerzésére, így a bevétel az iparból vagy a bürokráciából származott. Ennek eredményeként az egyén javakhoz való joga és jogának mértéke, az egyén lakóhelye, munkahelye, illetve társadalomban betöltött szerepe a szongbun (songbun) szintjétől függött, ezáltal ez lett a legfontosabb faktor, ami eldöntötte egy észak-koreai ember életét. A kelet-európai kommunizmus összeomlása után, ami az észak-koreai éhínséghez is vezetett, a kormány közel teljes irányítást kapott az egyének élete felett. Így az út az egyén állapotának javítására vagy jólétének a növelésére egyedül a bürokrácián keresztül vezetett.
A túlélés érdekében „újra feltalálták” a kapitalizmust, és egy átlagos észak-koreai bevételének többsége manapság is a magánszektorból származik, nem pedig a munkahelyéről. Barbara Demick arról is ír, hogy az országban az éhezés nyomán felerősödött az addig is jelen levő, de ritkaságszámba menő prostitúció. Amikor ezek a magánpiacok elindultak, sokkal jobban megérte az árusoknak az ellenséges osztályhoz tartozni, hiszen ha lebuknak, akkor nem tudják hova lesorolni őket, míg egy hithű párttagot ha megláttak volna így, akkor lehet, hogy az egész családját munkatáborokba viszik. Csökkent a katonai szolgálat népszerűsége is. Kim Dzsongil (Kim Jong-il) uralma előtt egy átlagos észak-koreai lakos több reményt látott abban, ha elmegy katonának, manapság viszont jobban megéri magánvállalkozásokba kezdeni. A szongbun (songbun) fontos maradt a kormányelit tagjai számára, viszont az átlag észak-koreai emberek az egyén jóléte alapján állapítják meg az illető társadalmi helyzetét.

## Ellenpélda
Vannak ugyanakkor esetek, amikor a szongbun (songbun)t meghamisítják, esetleg teljesen meghazudtolják valakinek a felmenőit. Kiemelkedő példa Ko Jonghi (고영희, Ko Yong-hui), Kim Dzsongun (Kim Jong-un) édesanyjának esete. Ko zainicsik gyermekeként született Oszakában, Japánban. A szongbun (songbun) tehát őt részben japán felmenői miatt az ellenséges osztályba sorolná. Ezen kívül a nagyapja a Japán Császári Hadsereg által üzemeltetett varróüzemben dolgozott. Mielőtt kiadtak volna egy belső propaganda filmet Kim Dzsongun (Kim Jong-un) utódlása nyomán, három kísérletet tettek arra, hogy Kang Banszok (Kang Ban-sok) (Kim Ir Szen (Kim Il-sung) édesanyja), illetve Kim Dzsongszuk (Kim Jong-suk) (Kim Dzsongil (Kim Jong-il)é) mintájára Ko Jonghi (Ko Yong-hui)t is idealizálják a Párt számára. Ezek a korábbi kísérletek nem jártak sikerrel, és mindet felfüggesztették, miután Kim Dzsongil (Kim Jong-il) gutaütést kapott 2008-ban. A Ko Jonghi (Ko Yong-hui) köré kialakulófélben lévő személyi kultusz a nő rossz szongbun (songbun) besorolásán bukott meg, ha az ország lakosai előtt kiderülne ez, alááshatná a Kim-dinasztia tiszta vérvonaláról alkotott elképzeléseket. Ko Jonghi (Ko Yong-hui) valódi nevét, és születési részleteit sosem vállalták fel, ugyanakkor dél-koreai források szerint 1952. június 26-án született, és 2004. május 24-én, Párizsban hunyt el, valódi neve pedig 고영자 (高英子; Ko Jongdzsa (Ko Yong-ja)) volt. Ismert továbbá, hogy a Manszude (Mansudae) Művésztársulat tagja volt. Az országban leginkább a „Szongun (Songun)i Korea Anyja”, vagy a „Nagy Édesanya” néven hivatkoznak rá. A Ko szongbun (songbun)ban betöltött helyével kapcsolatos bonyodalom azt eredményezte, hogy Kim Dzsongil (Kim Jong-il) halála után a „Nagy Édesanya” minden születési adatát titkosították. Mivel a szongbun (songbun) általában az apai ágról öröklődik, Ko Jonghi (Ko Yong-hui) családi háttere az elképzelhető legrosszabb volt egy észak-koreai számára”.

## Irodalmi asszociációk
George Orwell 1984 című, 1949-ben kiadott regényében a fiktív, Óceánia nevet viselő világbirodalomban is három nagy csoportra oszlik a társadalom: a Belső Párt, a Külső Párt és a Prolik szintjére. A The Sheppard Post szerint ezek megfelelnek az észak-koreai barátságos, az ingadozó illetve az ellenséges osztályoknak.

### YouTube-hivatkozások
- "Robert Collins: Songbun enters into everything"
- "Marcus Noland: Fissures within even the core class"
- "Andrew Natsios: Songbun system causes death through malnourishment"